# William Lebghil

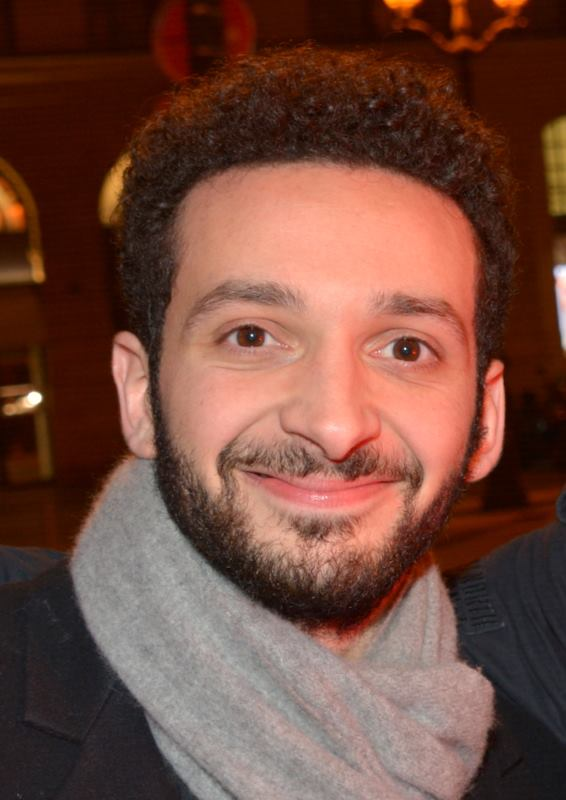
William Lebghil bei der Nominierungsveranstaltung für den César 2017

William Lebghil (* 9. Juli 1990) ist ein französischer Filmschauspieler.

## Leben
William Lebghil wurde 1990 geboren. Zu den Filmen, aus denen Lebghil auch in Deutschland bekannt ist, gehören Zu Ende ist alles erst am Schluss, Liebe auf den ersten Schlag und Jacky im Königreich der Frauen, die alle im Jahr 2014 veröffentlicht wurden.

## Filmografie (Auswahl)
- 2014: Zu Ende ist alles erst am Schluss (Les Souvenirs)
- 2014: Liebe auf den ersten Schlag (Les Combattants)
- 2014: Jacky im Königreich der Frauen (Jacky au royaume des filles)
- 2015: Aladin – Tausendundeiner lacht! (Les Nouvelles Aventures d'Aladin)
- 2016: La fine équipe
- 2017: Das Leben ist ein Fest (Le sens de la fête)
- 2017: Tauben & Drachen (Pigeons & Dragons, Miniserie)
- 2017: Voll verschleiert (Cherchez la femme)
- 2018: Das erste Jahr (Première année)
- 2021: Ein außergewöhnlicher Fund (Grand Paris Express, Kurzfilm)
- 2025: Nino
- 2025: La cache